# Creu hugonot

Creu hugonot

La creu hugonot o hugonota és una joia protestant del sud de França, imitant més o menys la creu de l'orde de l'Esperit Sant. Els que la portaven eren doncs irreprotxables als ulls de la llei, fins i tot sota les persecucions en els segles xvii i xviii. D'altra banda, els diferents elements de la joia tenien sentit a la vegada políticament i espiritualment, i permetien afirmar alhora una veritable lleialtat respecte al rei («mal aconsellat») i a l'Estat, i una veritable fe evangèlica.
- La creu, símbol cristià de manera eminent, ja que representa la mort de Crist, però doncs també a la seva victòria sobre la mort i la impietat. És aquí una creu de Malta.

- És «cordada», les vuit puntes representen les vuit Benaurances[3] regles de vida del cristià, del que està perseguit per a la seva fe.

- Entre els braços de la creu, hi ha les  flors de lis que sobre l'escut d'armes de França, representen la Trinitat). Estilitzades, fan pensar en trossos de la corona d'espines de Crist, i delimiten amb els braços de la creu quatre cors (aquests dos símbols representen els sofriments de Crist, després dels cristians).

- En penjoll, el colom és el símbol de l'Esperit Sant, «que testimonia al nostre esperit que som fills de Déu».[4] És el mateix colom, present en el bateig de Crist, que hauria aportat la santa crisma per a la consagració dels reis de França. De vegades, és la representació de l'ampolla que conté aquest oli que reemplaça el colom en penjoll de la creu hugonot. Aquesta ampolla té una forma de gota, de vegades dita «trissou» en occità. Però aquest trissou pot tenir almenys dos altres orígens, les llàgrimes de la persecució, o la llengua de foc baixada sobre el cap dels deixebles el dia de la Pentecosta (el que portaria a l'Esperit Sant).[5]

- Es poden interpretar els quatre cors com una evocació del concepte cristià de l'amor de Déu el Pare. Alguns veuen també el símbol del Pare, el creador, en els raigs que marxen del centre a cada braç de la creu, com un sol. Així, els tres elements de la Trinitat hi són representats: el Pare, el Fill (la creu) i l'Esperit Sant (l'ocell). Hauria estat creada tres anys després de la Revocació de l'Edicte de Nantes per una orfebre de Nimes, un cert Maystre.

Aquest emblema popular s'evoca en la nova versió del logotip de l'Església reformada de França.